# 제40회 골든 래즈베리상
제40회 골든 래즈베리상은 2019년 영화를 대상으로 2020년 3월에 열린 시상식이다.

## 수상 및 후보

### 최악의 작품상
- 캣츠 - 톰 후퍼 수상
- 더 파나틱 - 프레드 더스트
- 헌팅 오브 힐하우스 - 다니엘 파랜즈
- 어 마디아 패밀리 퓨너럴 - 타일러 페리
- 람보 : 라스트 워 - 애드리언 그런버그

### 최악의 남우주연상
- 더 파나틱 - 존 트라볼타 수상
- 제로빌 - 제임스 프랭코
- 헬보이 - 데이빗 하버
- 세레니티 - 매튜 맥커너히
- 람보 : 라스트 워 - 실베스터 스탤론

### 최악의 여우주연상
- 헌팅 오브 힐하우스 - 힐러리 더프 수상
- 더 허슬 - 앤 해서웨이
- 캣츠 - 프란체스카 헤이워드
- 어 마디아 패밀리 퓨너럴 - 타일러 페리
- 더 허슬 - 레벨 윌슨

### 최악의 남우조연상
- 캣츠 - 제임스 코든 수상
- 어 마디아 패밀리 퓨너럴 - 타일러 페리
- 어 마디아 패밀리 퓨너럴 - 타일러 페리
- 제로빌 - 세스 로건
- 글래스 - 브루스 윌리스

### 최악의 여우조연상
- 캣츠 - 레벨 윌슨 수상
- 엑스맨: 다크 피닉스 - 제시카 차스테인
- 어 마디아 패밀리 퓨너럴 - 캐시 데이비스
- 캣츠 - 주디 덴치
- 람보 : 라스트 워 - 피네사 피네다

### 최악의 감독상
- 캣츠 - 톰 후퍼 수상
- 더 파나틱 - 프레드 더스트
- 제로빌 - 제임스 프랭코
- 람보 : 라스트 워 - 애드리언 그런버그
- 헬보이 - 닐 마샬

### 최악의 각본상
- 캣츠 - 톰 후퍼 외 1명 수상
- 헌팅 오브 힐하우스 - 다니엘 파랜즈
- 헬보이 - 앤드류 코스비
- 어 마디아 패밀리 퓨너럴 - 타일러 페리
- 람보 : 라스트 워 - 매튜 시룰닉 외 1명

### 최악의 리메이크상
- 람보 : 라스트 워 수상
- 엑스맨: 다크 피닉스
- 고질라: 킹 오브 몬스터
- 헬보이
- 어 마디아 패밀리 퓨너럴

### 최악의 콤보상
- 캣츠 - Any Two Half-Feline/Half-Human Hairballs 수상
- 캣츠 - Jason Derulo & His CGI-Neutered “Bulge”
- 어 마디아 패밀리 퓨너럴 - Tyler Perry & Tyler Perry (or Tyler Perry)
- 람보 : 라스트 워 - Sylvester Stallone & His Impotent Rage
- 더 파나틱 - John Travolta & Any Screenplay He Accepts

### 인간생명과 공공재산을 무시한 작품상
- 람보 : 라스트 워 수상
- 드래그
- 헌팅 오브 힐하우스
- 헬보이
- 조커

### 만회상
- 내 이름은 돌러마이트 - 에디 머피 수상
- 존 윅 3: 파라벨룸 - 키아누 리브스
- 언컷 젬스 - 아담 샌들러
- 허슬러 - 제니퍼 로페즈
- 알라딘 - 윌 스미스

## 같이 보기
- 제92회 아카데미상
- 제77회 골든 글로브상
- 제73회 영국 아카데미 영화상
- 제26회 미국 배우 조합상
- 제25회 크리틱스 초이스상
- 제47회 애니상